# Alan Shepard
Alan Bartlett Shepard, Jr., más conocido como Alan Shepard (Nuevo Hampshire, Estados Unidos; 18 de noviembre de 1923-Pebble Beach, California; 21 de julio de 1998), fue uno de los integrantes del grupo conocido como «Mercury Seven», los primeros astronautas estadounidenses. Fue el quinto hombre en pisar la Luna y el segundo en ser lanzado al espacio, después del soviético Yuri Gagarin. Graduado de la Academia Naval de los Estados Unidos en Annapolis, Shepard vio acción con la Marina durante la Segunda Guerra Mundial. Se convirtió en piloto aviador naval en 1947 y en piloto de pruebas en 1950. Seleccionado como uno de los originales astronautas del NASA Mercury Seven en 1959 y en mayo de 1961 fue miembro de la tripulación del primer vuelo del Proyecto Mercury-Redstone 3, en una aeronave llamada Freedom 7 (Libertad). Su nave entró al espacio pero no fue capaz de orbitar. Fue la segunda persona y el primer estadounidense en viajar al espacio. En la etapa final del Proyecto Mercury, Shepard fue programado como piloto del Mercury-Atlas 10 (MA-10), planificada como una misión de tres días. El nombre Mercury Spacecraft 15B Freedom 7 II fue en honor a su primera aeronave espacial, pero la misión fue cancelada.
Shepard fue designado como comandante de la primera tripulación de la misión Project Gemini (Proyecto Géminis) pero fue dejado en tierra en octubre de 1963 debido a la Enfermedad de Meniere, una enfermedad del oído interno que origina episodios severos de vértigo y náuseas. Esta enfermedad fue corregida quirúrgicamente en 1968 y en junio de 1971, Shepard fue el comandante de la Misión Apolo 14, pilotando el módulo lunar Antares del Apolo. Fue el único de los astronautas del Mercury Seven en caminar en la luna. Durante la misión, golpeó dos pelotas de golf en la superficie lunar.
Shepard fue Jefe de la Oficina de Astronautas de noviembre 1963 hasta agosto de 1969 (permaneció en tierra) y de junio 1971 hasta abril de 1974. El 25 de agosto de 1971, fue promovido a contraalmirante, el primer astronauta en obtener este rango. Se retiró de la Marina de los Estados Unidos y de la NASA el 31 de julio de 1974.

## Biografía
Nació el 18 de noviembre de 1923 en el estado nororiental de Nuevo Hampshire, Estados Unidos, descendiente directo de uno de los pasajeros del Mayflower, el barco que transportó un grupo de colonos hasta Norteamérica y que muchos consideran los ancestros del país. Participó en la Segunda Guerra Mundial a bordo de uno de los destructores que la Armada norteamericana tenía destinados en el Pacífico. Y, una vez acabada la guerra, Alan consiguió sus alas en 1947, desde ese momento y hasta 1959 alcanzó nada menos que 8.000 horas de vuelo, de las cuales 3.700 eran en aviones a reacción.
Antes de convertirse en astronauta fue piloto de pruebas de la Armada. Medía 1,80 metros. Registró más de 8.000 horas de vuelo en aeronaves militares. En el año 1944 se licenció en la Academia Naval Militar. En 1959 Shepard se convirtió en astronauta. Llegó a registrar más de 216 horas en el espacio a bordo de dos naves espaciales.
El 5 de mayo de 1961 (23 días después que el primer vuelo orbital del cosmonauta soviético Yuri Gagarin), Shepard realizó un vuelo suborbital a bordo de la cápsula de la nave Mercury Redstone 3 (por lo que el entonces premier de la Unión Soviética, Nikita Jrushchov, se mofó del mero «salto de pulga»). A diferencia del vuelo de Gagarin, Shepard tuvo cierto control sobre su transporte suborbital (sobre todo en lo que respecta a su altitud) y aterrizó dentro de su nave, convirtiéndose así en el primer vuelo espacial completo por definiciones pasadas de la Fédération Aéronautique Internationale. Debido a este hecho, los estadounidenses lo consideran el primer astronauta de los Estados Unidos (aunque el primer vuelo orbital estadounidense propiamente dicho fue realizado por John Glenn a bordo del Friendship 7 el 20 de febrero de 1962). La nave de Shepard alcanzó una altitud de 187 km, en un vuelo que duró 15 minutos (frente a los 357 km de altitud máxima y 1:48 h. de Gagarin).
Shepard interrumpió su carrera durante 10 años debido a que padecía la enfermedad de Ménière, y después de una operación complicada volvió para entrenarse en el programa espacial programa Apolo. En 1971 comandó la misión Apolo 14. Junto a un compañero astronauta, Ed Mitchell, caminó sobre la Luna durante 9 horas. Shepard también fue la primera persona en jugar al golf sobre la superficie lunar.
En 1974 Shepard finalmente se retiró de la NASA. Luego de su aventura en la Luna, se convirtió en almirante en la Marina de los Estados Unidos, siendo el primer astronauta que pudo lograr alguna vez un rango así.Falleció el 21 de julio de 1998, sufría de leucemia, pero su familia no especificó la causa de la muerte.